# Pénzkínálat
A pénzkínálat közgazdasági fogalma az adott gazdaságban rendelkezésre álló pénzeszközök összességét jelenti. A pénzeszközök alatt itt a készpénz és a különböző banki betétek egyaránt értendők. Attól függően, hogy milyen lekötött eszközöket számítunk bele a pénzkínálatba, különböző mutatókat, monetáris aggregátumokat használunk. A pénzkínálat és a monetáris aggregátumok pontos definíciói országról országra változhatnak, az adott pénzügyi rendszer hagyományaitól is függően.

## A pénzkínálat összetétele
A gyakorlatban nem egyértelmű, hogy milyen eszközöket soroljunk be egy gazdaságban jelen lévő pénz, a pénzkínálat kategóriájába. A különféle pénzeszközök ugyanis jelentősen különböznek aszerint, hogy azokkal milyen tranzakciós költséggel és milyen széles körben lehet fizetést teljesíteni, és milyen mértékben őrzik meg az értéküket, vagyis hogy milyen mértékben látják el a pénz funkcióit.
A legszűkebb részhalmazt azok a pénzügyi eszközök alkotják, amelyekkel a leggyorsabban, a legalacsonyabb tranzakciós költséggel és korlátozás nélkül lehet fizetést teljesíteni (M1). Ilyenek a készpénz, azaz a bankjegyek és érmék, valamint azok a látra szóló és folyószámlabetétek, amelyekről közvetlenül lehet kifizetéseket teljesíteni. A tágabb pénzkategóriák (M2 és M3 monetáris aggregátumok) ezeken túl a monetáris pénzügyi intézmények kevésbé likvid tartozásait, tehát a fizetésre közvetlenül nem használható pénzügyi eszközöket (a lekötött betéteket és bizonyos értékpapírokat) is tartalmazzák a rájuk jellemző tranzakciós költségek, lejáratuk és kockázatosságuk függvényében.
|                            | A belföldi bankok és hitelintézetek hitelvolumenei + A bankok külföldi nettó követelései - Pénztőke - A haza nyilvános gazdasági egységek betétei a központi bankban - Más betétek |                                                                            |                                                                             | |                                                               |                                    |
| Az M3 monetáris aggregátum | Az M3 monetáris aggregátum | Az M3 monetáris aggregátum                                                 | Az M3 monetáris aggregátum                                                  | Pénztőke Takarékbetétek rögzített lejárattal, takaréklevelek, banki kötvények, banki tőke és tartalékok | A bankok és a központi bank külföldi kötelezettségei          |                                    |
| Az M2 monetáris aggregátum | Az M2 monetáris aggregátum | Az M2 monetáris aggregátum                                                 | Megtakarítások A belföldi nem-bankok rögzített lejáratú betétei a bankokban | Pénztőke Takarékbetétek rögzített lejárattal, takaréklevelek, banki kötvények, banki tőke és tartalékok | A bankok és a központi bank külföldi kötelezettségei          |                                    |
| Az M1 monetáris aggregátum | Az M1 monetáris aggregátum | Kvázi pénz Belföldi nem-bankok betétei a bankokban négy éves lejárat alatt | Megtakarítások A belföldi nem-bankok rögzített lejáratú betétei a bankokban | Pénztőke Takarékbetétek rögzített lejárattal, takaréklevelek, banki kötvények, banki tőke és tartalékok | A bankok közötti kötelezettségek többlete                     |                                    |
| Kötelező tartalékok        | Készpénz Bankjegyek és pénzérmék a bankok pénztári készletei nélkül | Kvázi pénz Belföldi nem-bankok betétei a bankokban négy éves lejárat alatt | Megtakarítások A belföldi nem-bankok rögzített lejáratú betétei a bankokban | Pénztőke Takarékbetétek rögzített lejárattal, takaréklevelek, banki kötvények, banki tőke és tartalékok | Látra szóló betétek (belföldi nem-bankok betétei a bankokban) | Hitelek a készpénz letétek alapján |
| Monetáris bázis            | Monetáris bázis |                                                                            |                                                                             | | A haza nyilvános gazdasági egységek központi banki betétei    |                                    |
| Monetáris bázis            | Monetáris bázis | Zsirópénz                                                                  |                                                                             | |                                                               |                                    |
| Pénz                       | |                                                                            |                                                                             | |                                                               |                                    |

## A Magyarországon használatos monetáris aggregátumok
A Magyar Nemzeti Bank által alkalmazott megközelítés szerint a gazdaságban rendelkezésre álló pénz mennyiségének mérésére használt monetáris aggregátumokba a
pénzügyi eszközök bizonyos típusai tartoznak. Az egyes pénzügyi eszközök besorolása a különböző aggregátumokba aszerint történik, hogy azokkal milyen tranzakciós költséggel és milyen széles körűen lehet fizetést teljesíteni, és hogy milyen mértékben őrzik meg az értéküket. A monetáris aggregátumok meghatározásának további fontos eleme, hogy mely gazdasági szektorok követelései, illetve tartozásai kerülnek be a pénzmennyiség-kategóriákba, azaz milyen az egyes szektorok pénzhez való viszonya. Ebből a szempontból a szektorokat három nagy csoportba soroljuk:
1. Pénzteremtő szektorok: azon gazdasági szereplők, amelyeknek bizonyos tartozásai alkotják a nemzetgazdaság pénzállományát. Ide tartoznak a monetáris pénzügyi intézmények (jegybank, hitelintézetek, pénzpiaci alapok).
2. Pénzsemleges szektorok: a belföldi valuta szempontjából nem vesznek részt a pénzteremtésben. Ide tartozik a központi kormányzat és a külföld.
3. Pénztartó szektorok: tagjai által a monetáris pénzügyi intézményeknél elhelyezett betétek, illetve bizonyos további, azokkal szembeni követelések alkotják a különféle pénzmennyiségi mutatószámokat. Ide tartozik a pénzteremtő és a pénzsemleges szektorokon kívüli valamennyi szektor, azaz a nem pénzügyi vállalatok, az egyéb pénzügyi vállalatok, a helyi önkormányzatok, a háztartások, valamint a háztartásokat segítő nonprofit intézmények.

A fenti alapelvek alapján a magyar monetáris statisztika a következőképpen határozza meg a monetáris aggregátumokat:
- M1: a pénztartó szektoroknál lévő készpénz, valamint a látra szóló és folyószámlabetétek állományának összege (címlettől függetlenül).
- M2: az M1 elemein túl a pénztartó szektorok két évnél nem hosszabb lejáratra lekötött, forintban vagy más devizában denominált betéteit is tartalmazza.
- M3: az M2 mellett tartalmazza a belföldi monetáris pénzügyi intézmények által kibocsátott és a pénztartó szektorok birtokában lévő azon piacképes pénzügyi eszközöket, melyek a bankbetétek közeli helyettesítőinek tekinthetők. Ezek a repoügyletekből származó források, a pénzpiaci alapok által kibocsátott befektetési jegyek, illetve a maximum kétéves eredeti lejáratú, hitelezői jogviszonyt megtestesítő értékpapírok.

Az M0, a monetáris bázis nem pénzmennyiség, hiszen a pénzteremtő szektorok egyes követeléseit is tartalmazza, ám általában együtt tárgyalják a többi monetáris aggregátummal. Az M0 a jegybankmérleg következő forrásoldali tételeinek összege:
- az összes forgalomban lévő bankjegy és érme havi átlagállománya,
- az egyéb monetáris pénzügyi intézmények bankszámlabetéteinek és egynapos lekötésű betéteinek havi átlagállománya

A Magyarországon használatos monetáris aggregátumok tartalma másik megközelítésben:
- M1: a forgalomban lévő készpénz, a lakossági folyószámlák, vállalati és önkormányzati pénzforgalmi számlák, a látra szóló betétek egyenlege,

- M2: M1 plusz valamennyi lekötött banki forint- és devizabetét (kvázipénzek),

- M3: M2 plusz a pénzintézeti visszavásárlási megállapodások és a különböző banki értékpapírok,

- M4: M3 plusz a hazai nem banki gazdasági szereplők állampapír-állománya.

A pénzkategóriák azonosításánál figyelembe kell venni:
csak olyan szereplő kezén lévő likviditás tartozik bele bármely pénzkategóriába, amely szereplő nem része a bankszektornak, illetve a központi költségvetésnek, azaz nem pénzteremtő, hiszen a pénz teremtőjének a kezén az általa teremtett eszköz nem funkcionálhat pénzként;
általában banki passzívákat sorolnak a különböző pénzkategóriákba, bár látható, ez alól az M4-be tartozó kincstárjegy már kivételt jelent, hiszen az már az államháztartás passzívája.

## Az eurozóna pénzkínálatának alakulása 1980–2021

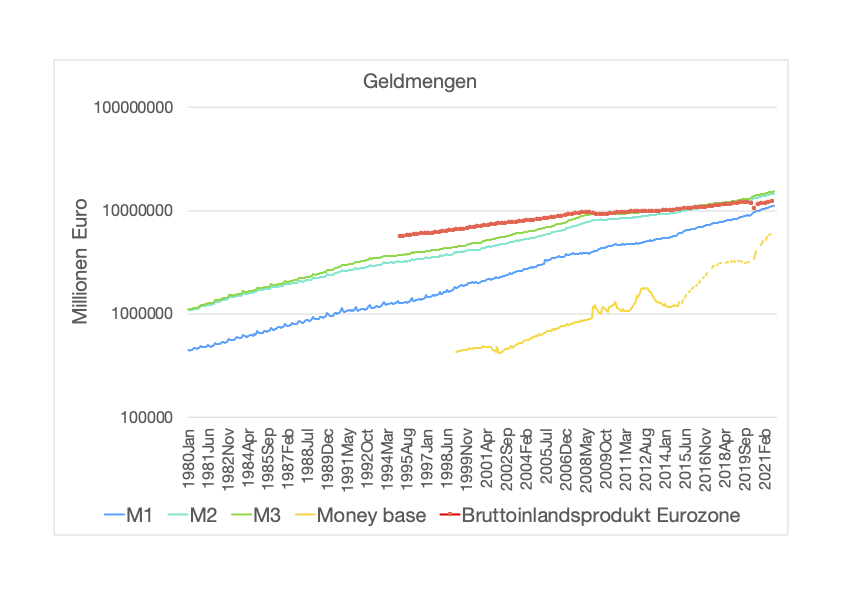
Az Európai Központi Bank pénzkínálata, M1, M2 és M3, valamint a monetáris bázis 1980–2021, logaritmikus skála

## Az Egyesült Államok pénzkínálatának alakulása 1981 és 2012 között
- Kék: M0, monetáris bázis
- Piros: M1
- Zöld: M2

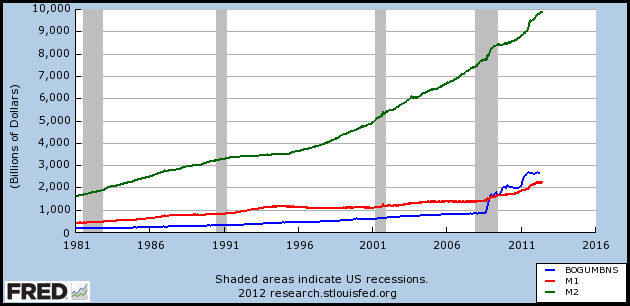

Az árnyékolt részek gazdasági recessziót jeleznek.

## Fordítás
Ez a szócikk részben vagy egészben  a   Monetäre Basis című német Wikipédia-szócikk ezen változatának fordításán alapul.  Az eredeti cikk szerkesztőit annak laptörténete sorolja fel. Ez a jelzés csupán a megfogalmazás eredetét és a szerzői jogokat jelzi, nem szolgál a cikkben szereplő információk forrásmegjelöléseként.